# Makur Municipality
Makur Municipality är en kommun i Mikronesiska federationen.   Den ligger i delstaten Chuuk, i den västra delen av landet, 900 km väster om huvudstaden Palikir. Antalet invånare är 156.
Följande samhällen finns i Makur Municipality:
- Makur Village